# Serviço de Informações Estratégicas de Defesa
Der Serviço de Informações Estratégicas de Defesa (deutsch: Strategischer Verteidigungs-Nachrichtendienst, SIED) ist der portugiesische Auslandsnachrichtendienst und im Sistema de Informações da República Portuguesa (SIRP), als übergeordnete Behörde, integriert.
Der SIED ist einer der Nachrichtendienste der für die militärische Aufklärung zuständig ist. Seine Funktion zielt darauf ab, Informationen, unter Wahrung der nationalen Unabhängigkeit, der nationalen Interessen und der äußeren Sicherheit des portugiesischen Staates, zu beschaffen. José Casimiro Morgado wurde im Dezember 2010 zum Direktor berufen und übernahm am 1. September 2019 als Nachfolger von Gerhard Conrad das EU Intelligence Analysis Centre „INTCEN“.